# Charles F. Hurley
Pour les articles homonymes, voir Hurley.
Charles Francis Hurley (24 novembre 1893 - 24 mars 1946) est un homme politique américain.